# 32 a.C.
Il 32 a.C. (XXXII a.C. in numeri romani) è un anno  del I secolo a.C.

## Eventi

### Roma
- Gneo Domizio Enobarbo e Gaio Sosio diventano consoli romani.
- luglio - Il Senato romano dichiara guerra a Marco Antonio e Cleopatra; Ottaviano è proclamato dux e l'Occidente giura un patto di lealtà a lui; per riuscirci, Ottaviano pubblica illegalmente le volontà testamentarie di Antonio, in cui il triumviro richiede la sepoltura ad Alessandria e in cui lascia i domini d'Oriente ai suoi figli.

## Morti
- 31 marzo - Tito Pomponio Attico, scrittore romano (n. 110 a.C.)
- Cornelio Nepote, storico e biografo romano